# إدوارد رويال وارن
إدوارد رويال وارن (بالإنجليزية: Edward Royal Warren) هو مهندس أمريكي، ولد في 1860، وتوفي في 1942.